# Никола Глушчевић
Никола Глушчевић (11. јун 2001) црногорски је фудбалер који тренутно наступа за Декани.

## Каријера
Глушчевић је каријеру започео у екипи Грбља с којим је 2018. потписао професионални уговор. Исте године неколико дана је провео у Севиљи, за коју је његов отац и агент Игор Глушчевић наступао крајем деведесетих. Крајем јула 2019. потписао је двогодишњи уговор с тим клубом. Током 2020. је био уступљен ОФК Титограду, а затим је потписао за новосадски Пролетер где је имао право наступа као бонус играч. Током такмичарске 2020/21. забележио је 10 утакмица у Суперлиги Србије. Потом је био фудбалер Будућности из Добановаца. Наредну календарску годину је поново провео на Пиринејском полуострву. Полусезону је одиграо за Раднички Новог Београда, а затим је током лета 2023. потписао за Колубару. Неколико месеци касније прешао је у Декани.